# Warszty
Warszty [ˈvarʂtɨ] es un pueblo ubicado en el distrito administrativo de Gmina Ostrów Wielkopolski, dentro del Distrito de Ostrów Wielkopolski, Voivodato de Gran Polonia, en el oeste de Polonia central. Se encuentra aproximadamente a 10 kilómetros al oeste de Ostrów Wielkopolski y a 93 kilómetros al sureste de la capital regional Poznań.
El pueblo tiene una población de 72 habitantes.